# Портрет на г-жа Стефанка Отмарова-Георгиева
„Портрет на г-жа Стефанка Отмарова-Георгиева“ е картина на чешката художничка Анета Ходина-Чермакова.
Рисувана е със сух пастел на хартия около 1915 г. Има размери 63,5 x 45,5 cm.
Авторката Анета Ходина е завършила Националната художествената академия (като нейна първа випускничка) при проф. Ярослав Вешин в София през 1902 г. и останала в България със съпруга си Емил Чермак и децата им до 1918 г. Създадена е в традициите на академизма, който е популярен по онова време в българската живопис. Женският образ има особена привлекателност за художничката. Той е изстрадан от нея като еманципирана интелектуалка от началото на XX век.
Картината е дарена и сега е притежание на Фондация „Елена и Иван Дуйчеви“. Намира се в университетския Център за славяно-византийски проучвания „Иван Дуйчев“ (Софийски университет „Св. Климент Охридски“) в София.